# 속초시의회
속초시의회는 강원특별자치도 속초시 지역을 관할하는 기초의회이다.